# Hiệp ước Viên (1731)
Hiệp ước Viên năm 1731 (tiếng Anh: Treaty of Vienna; tiếng Đức: Vertrag von Wien; Tiếng Tây Ban Nha: Tratado de Viena) được ký kết vào ngày 16 tháng 3 năm 1731 giữa Vương quốc Anh và Hoàng đế Karl VI thay mặt cho Quân chủ Habsburg, với Cộng hòa Hà Lan.
Hiệp ước này chứa các điều khoản đánh dấu sự kết thúc của Liên minh Anh-Pháp thống trị châu Âu kể từ Hiệp ước Utrecht năm 1713, thay thế nó bằng Liên minh Anh-Áo. Sau khi Vương quốc Tây Ban Nha ký kết vào ngày 22 tháng 7 năm 1731, Áo công nhận Vương tử Carlos của Tây Ban Nha, con trai của vua Felipe V là Công tước xứ Parma và Piacenza theo quyền thừa kế của mẹ mình là Vương hậu Elisabeth Farnese, vợ thứ 2 của Felipe V.